# Бишечкий Врх
Бишечкий Врх (словен. Bišečki Vrh) — поселення в общині Трновська Вас, Подравський регіон‎, Словенія.